# Беллария-Иджеа-Марина
Беллария-Иджеа-Марина (итал. Bellaria-Igea Marina) — коммуна в Италии, располагается в регионе Эмилия-Романья, в провинции Римини.
Население составляет 18319 человек (2008 г.), плотность населения составляет 1002 чел./км². Занимает площадь 18 км². Почтовый индекс — 47814 (su tutto il territorio comunale). Телефонный код — 0541.
Покровительницей коммуны почитается святая Аполлония Александрийская, празднование 9 февраля.
На территории коммуны находится устье реки Рубикон, и, по всей видимости, именно здесь в 49 году до н. э. реку перешел Юлий Цезарь.

## Демография
Динамика населения:

## Администрация коммуны
- Официальный сайт: http://www.comune.bellaria-igea-marina.rn.it/